# Kapand
Kapand (Anas capensis) är en and som förekommer i Afrika. Den har setts så långt norrut som Israel, men fynd i Europa tros utgöra förrymda fåglar. Arten minskar i antal men beståndet anses vara livskraftigt.

## Kännetecken

### Utseende
Kapanden är en kompakt and med en kroppslängd på 44–46 centimeter. Den är till största delen grå, med brunare rygg och fläckade flanker. I flykten syns en smaragdgrön, vitkantad vingspegel. Den nästan uppsvängda näbben är rosa med svart näbbas och näbbspets. Det rosa saknas hos juvenilen. Könen är lika och fågeln kan inte förväxlas med någon annan art i sitt utbredningsområde.

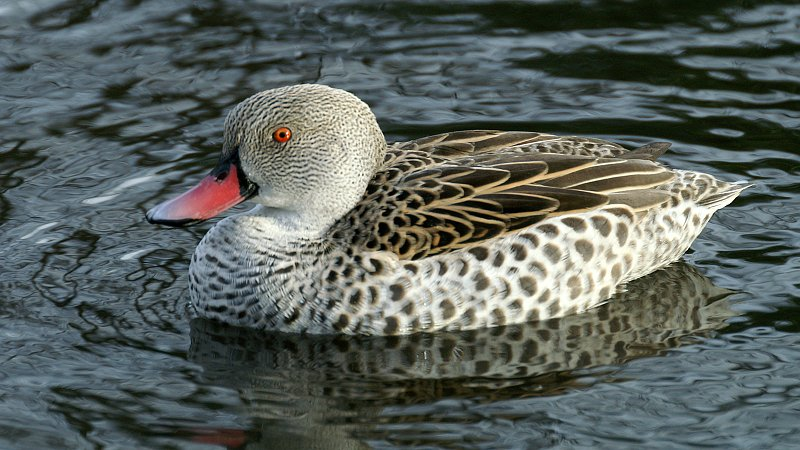

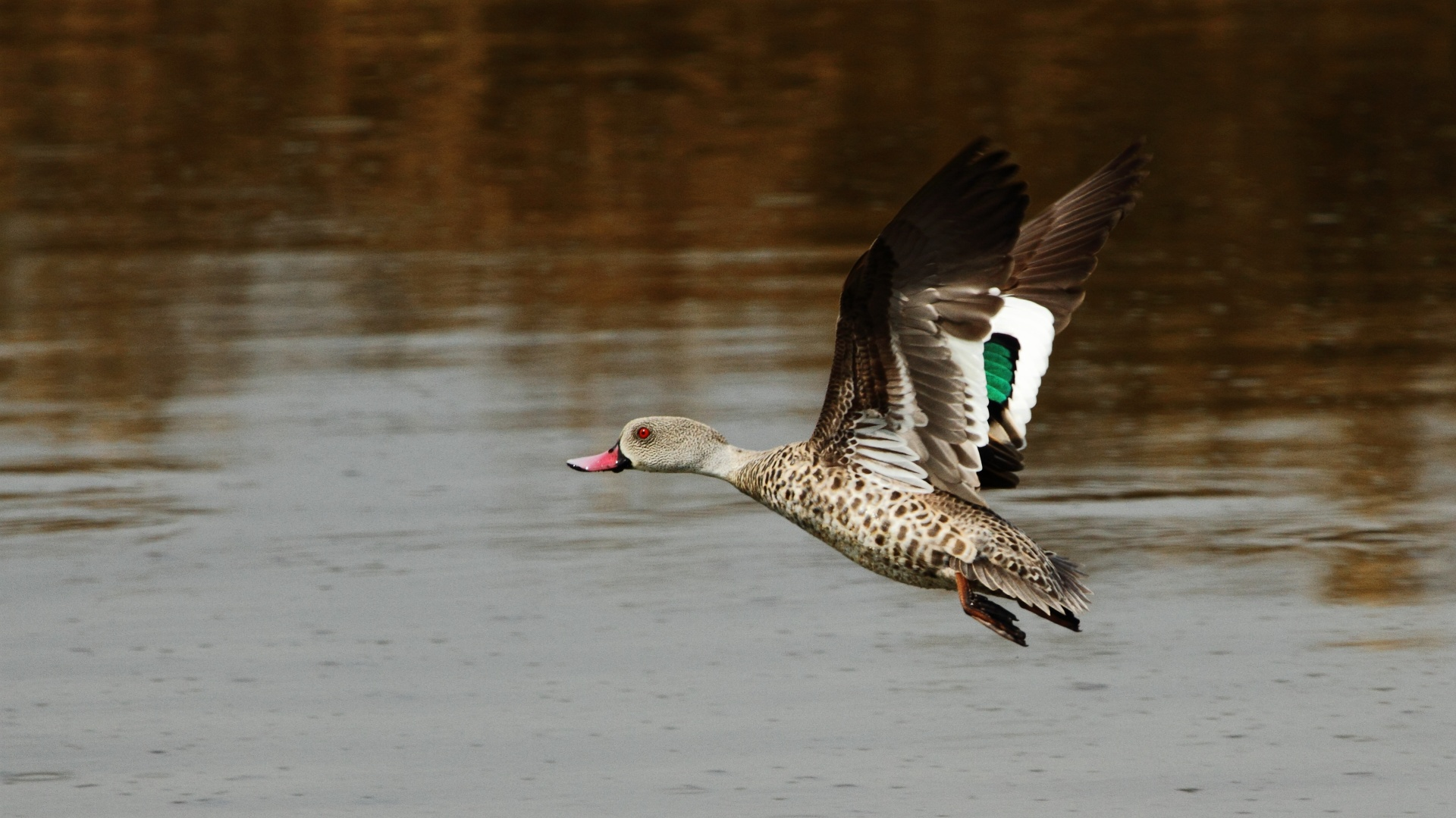

### Läte
Fågeln är oftast tyst, men hanen har ett mjukt gnisslande läte och honan ett lågt kvackande. Under spelet hörs även ett femtonigt fallande läte.

## Utbredning
Fågeln förekommer lokalt i öppna våtmarker från Sudan och Etiopien till Namibia och Sydafrika, dock fläckvist förekommande i tre isolerade populationer: i södra Afrika, i östafrikanska Rift Valley samt kring Tchadsjön. Den är huvudsakligen en stannfågel men kan genomföra långa nomadiska förflyttningar under regnperioden, och har exempelvis observerats så långt norrut som Israel. Arten har även observerats i Europa, bland annat i Sverige, men inte någonstans har det ännu bedömts sannolikt att kapanden nått dit på naturlig väg.

## Systematik
Kapanden behandlas som monotypisk, det vill säga att den inte delas in i några underarter. DNA-studier visar att den är en systerart till en grupp innehållande stjärtand med släktingar (kerguelenand, bahamaand och gulnäbbad stjärtand) samt rödnäbbad and.

## Ekologi och beteende
Kapanden påträffas mestadels i grunda saltsjöar eller i brackvatten, men även i laguner, flodmynningar och tidvattensområden. Den lever av vattenväxter men även mindre kräftdjur, ryggradslösa djur och groddjur. Den födosöker genom att tippa kroppen framåt i grunda vatten, eller stående i vattenbrynet. Boet placeras i närheten av vatten, direkt på marken under skyddande vegetation.

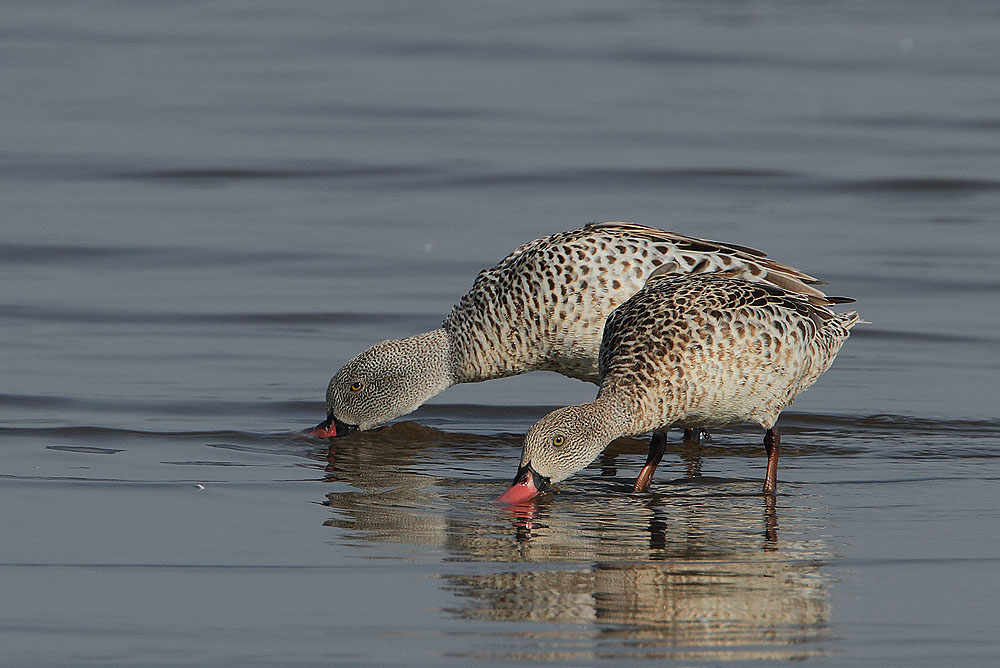
Kapand födosökande i Nakurusjön i Kenya.

## Status och hot
Arten har ett stort utbredningsområde, men tros minska i antal, dock inte tillräckligt kraftigt för att den ska betraktas som hotad. Internationella naturvårdsunionen IUCN listar arten som livskraftig (LC). Beståndet uppskattas till mellan 17 200 och 55 000 vuxna individer.